# Assilah
Pour l’article homonyme, voir Arzila.
 (octobre 2015).
Si vous disposez d'ouvrages ou d'articles de référence ou si vous connaissez des sites web de qualité traitant du thème abordé ici, merci de compléter l'article en donnant les références utiles à sa vérifiabilité et en les liant à la section « Notes et références ».
Assilah, Arzila ou Arcila (en berbère: Arẓila, en arabe: أصيلا ou أزيلا ou أزايلا) est une ville au nord-ouest du Maroc d'environ 30 000 habitants, à une quarantaine de kilomètres de Tanger, dans la préfecture de Tanger-Assilah, région de Tanger-Tétouan-Al Hoceïma.
Elle est aujourd'hui une cité balnéaire très fréquentée par les Marocains et les Européens. Chaque année, du 20 juin au 15 juillet, personnalités, artistes, politiciens et visiteurs se donnent rendez-vous au centre Hassan-II et dans le palais Raissoun pour le festival culturel annuel, appelé Moussem.

## Monuments

### La médina et les remparts

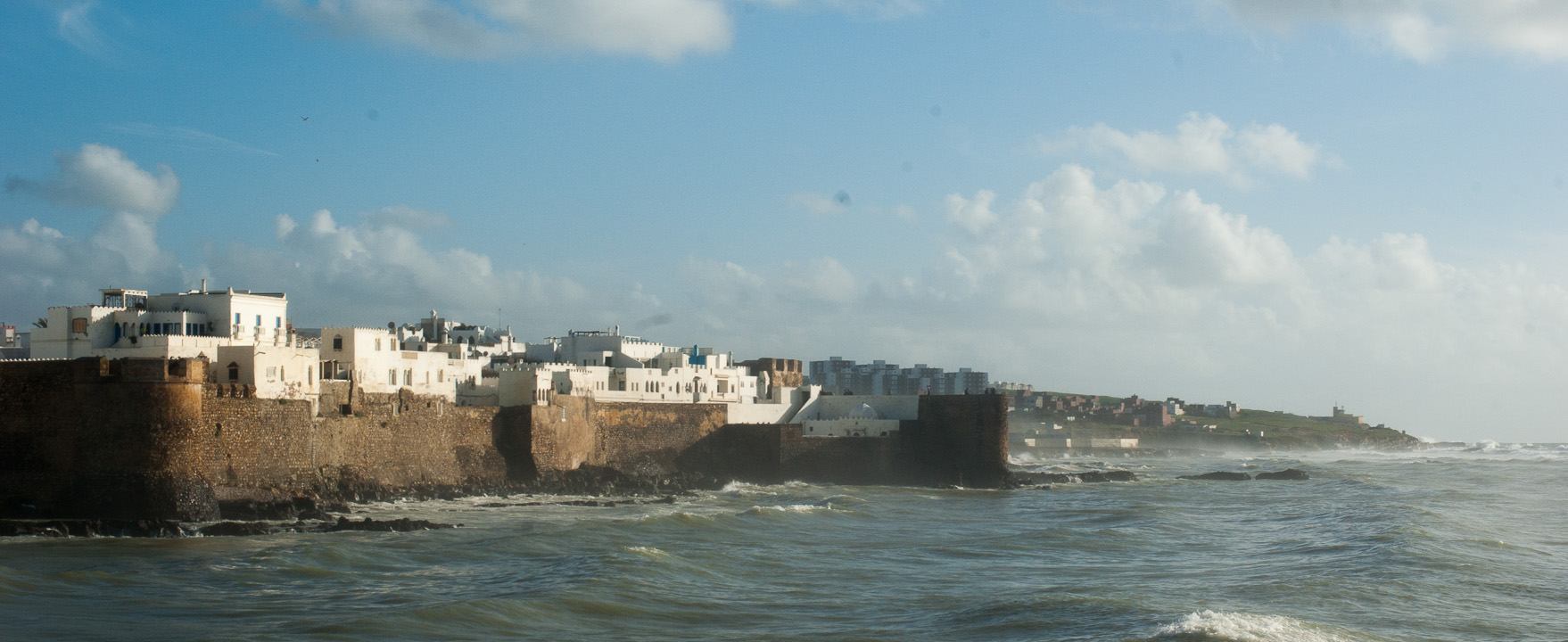
Remparts d'Asilah.

Les remparts portugais qui encerclent la vieille ville contrastent avec la blancheur des maisons. Assilah n'a gardé aucun des vestiges de la Kasbah bâtie par Al-Qasim Ibn Idris et Mousa Ibn Abi Al-Afiya aux IXe et Xe siècles. Par ailleurs, elle présente un travail de fortifications énorme initié sous la direction de Diogo Boitaca, architecte militaire principal de la couronne portugaise au XVIe siècle. Un rempart très imposant, en forme de parallélogramme, encercle la médina et s'étend sur 7 hectares. Il est percé de cinq portes qui datent d'époques différentes parmi lesquelles deux sont d'origine portugaise : Bab al-Homer (Porta da Vila) et Bab al-Bahr (Porta da Ribeira).

### Les bastions et les tours
Parmi les bastions et les tours les plus spectaculaires représentant une place portugaise, existe la Borj al-Bahr et la Borj al-Kamra. La première, construite entre 1508 et 1516, avance sur la mer et servait à suivre l'arrivée et le départ de l'approvisionnement et des renforts. La seconde, tour principale du rempart, marque par son allure imposante la médina d'Asilah. Construite en 1509 et reproduite sur une gravure très célèbre d'Assilah au XVIe siècle, la Torre de Menagem était couverte d'un toit à double pente et garnie d'échauguettes aux quatre angles. Ces caractéristiques architecturales renvoient au style de l'architecture militaire portugaise. Cette tour assurait une fonction publique et plus de cérémonie que militaire, véhiculant l'image du pouvoir. C'est un vestige du château du gouverneur portugais qui a repris l'emplacement du palais du gouverneur marocain d'Assilah médiévale.

### Palais de Raïssouli
Construit au début du XXe siècle par un fameux bandit (Moulay Ahmed Raïssouli), c'est un édifice de deux étages qui est devenu un centre culturel. On y pénètre par une porte du rempart oriental.

## Lieu populaire
Le café bleu (Zrirek) situé à Assilah, est un café culturel fréquenté par des artistes (musiciens, écrivains, peintres).
Édifié en roseaux, il se situe pas loin de la mer vers la Médina.

## Histoire

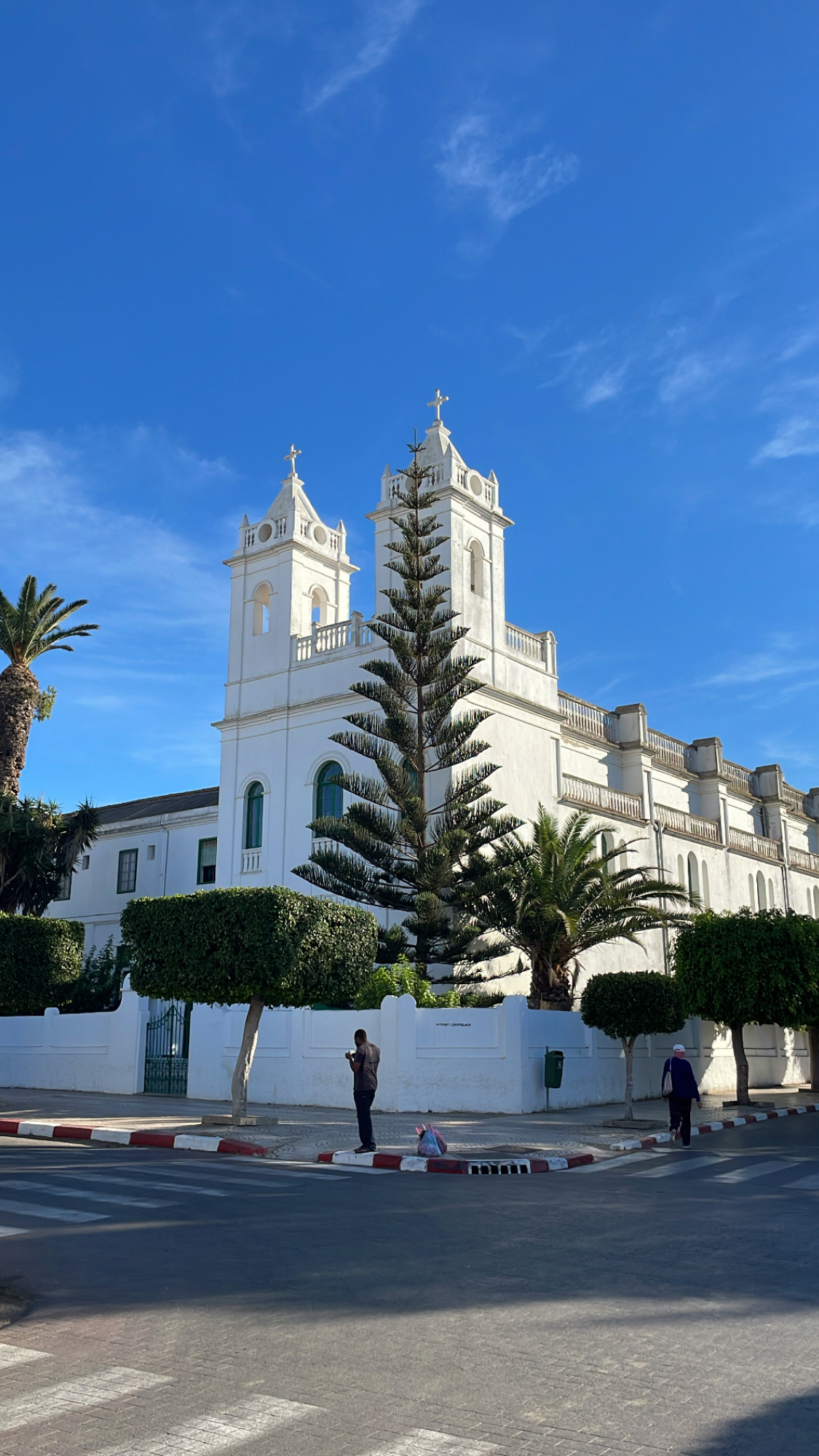
Église Saint-Barthélémy d’Asilah.

Asilah fut d'abord une ville carthaginoise sous le nom de Zêli, puis romaine sous le nom de Zilis.
Le 24 août 1471, sous le règne du roi Alphonse V de Portugal, près de 400 vaisseaux et 30 000 soldats portugais prennent Assilah, qui la baptisent Arzila. Ils y construisent une place forte, avec un donjon et une vaste enceinte et en quelques années ils la transformèrent en un comptoir commercial et stratégique important. En août 1550, le roi Jean III la fait évacuer et en 1577, elle est réoccupée par le roi Sébastien afin de préparer l'expédition d'Oued al-Makhazin, en 1578. En 1592, le roi d'Espagne et du Portugal, Philippe II, à la suite de la mort du roi portugais Sébastien en 1578 à la bataille des Trois Rois, restitue la ville au sultan, le Saadien Ahmed el-Mansour.

Casascrenia, immeuble centenaire d'Asilah construit au début du 20e siècle durant le Protectorat espagnol.

Les Espagnols en reprirent possession plus tard sous le nom d'Arcila, mais elle fut cette fois conquise par Moulay Ismaïl Ben Chérif en 1691. Son bombardement par l'armée autrichienne en 1829 n'a pas empêché que se maintienne une base de piraterie jusqu'en 1912 et la signature du protectorat espagnol, qui dura jusqu'en 1956, date de son intégration définitive dans le royaume marocain. Durant la période du Protectorat espagnol au Maroc, les Espagnols ont construit une grande église catholique, Saint-Barthélémy, au centre de la ville d'Asilah et un immense bâtiment nommé Casascrenia (ou Las casas Escriña), qui trône fièrement à l'entrée nord de la ville. Ce dernier fut construit selon le modèle d'Ensanche espagnol, un courant architectural particulier qui se veut le reflet précis de la société de l’époque coloniale et postcoloniale. Casascrenia fait partie des bâtiments emblématiques du Nord du Maroc, comme l’Ensanche de Tétouan, de Larache et de Ksar El Kébir.  

## Personnalités liées à la ville
- Mohamed Benaïssa: homme politique marocain. Ministre de la Culture (1985- 1992), ambassadeur du Maroc aux États-Unis (1993-1999) , ministre des Affaires étrangères (1999-2007)[5] et président du conseil communal d'Asilah depuis 2009.
- Mohamed Melehi, artiste peintre et ancien Directeur des Arts au Ministère de la Culture né à Assilah en 1936[6].

## Jumelage
- Sintra (Portugal)
- Obidos (Portugal)

## Festivals
La ville d'Asilah organise ou participe à l'organisation de festivals, dont certains ont une renommée mondiale.
- Moussem d’Asilah
- Festival International d'équitation MATA
- Moussem des Femmes Créatrices d'Assilah
- Documentary Film Festival

## Source
- Cet article est partiellement ou en totalité issu de l'article intitulé « Liste des monuments d'Asilah » (voir la liste des auteurs).